# Elezioni legislative nei Paesi Bassi del 2003
Le elezioni legislative nei Paesi Bassi del 2003 si tennero il 22 gennaio per il rinnovo della Tweede Kamer. In seguito all'esito elettorale, Jan Peter Balkenende, espressione di Appello Cristiano Democratico, fu riconfermato Ministro-presidente.

## Risultati
| Liste                                           | Voti      | %     | Seggi |
| ----------------------------------------------- | --------- | ----- | ----- |
| Appello Cristiano Democratico                   | 2 673 480 | 27,69 | 44    |
| Partito del Lavoro                              | 2 631 363 | 27,26 | 42    |
| Partito Popolare per la Libertà e la Democrazia | 1 728 707 | 17,91 | 28    |
| Partito Socialista                              | 609 723   | 6,32  | 9     |
| Lista Pim Fortuyn                               | 549 975   | 5,70  | 8     |
| Sinistra Verde                                  | 495 802   | 5,14  | 8     |
| Democratici 66                                  | 393 333   | 4,07  | 6     |
| Unione Cristiana                                | 204 694   | 2,12  | 3     |
| Partito Politico Riformato                      | 150 305   | 1,56  | 2     |
| Partito per gli Animali                         | 47 754    | 0,49  | –     |
| Paesi Bassi Vivibili                            | 38 894    | 0,40  | –     |
| Partito del Futuro                              | 13 845    | 0,14  | –     |
| Altri <0,10%                                    | 26 600    | 0,28  | –     |
| Totale                                          | 9 654 475 | 100   | 150   |